# Aflossing eigenwoningschuld
Een eigenwoningschuld is een schuld (lening) die men aangaat voor de verwerving (aankoop) van een eigen woning. In veel gevallen gaat het om een hypothecaire lening, maar niet altijd. Een schuld dient men af te lossen (terug te betalen) en in veel gevallen betaalt men ook rente. In Nederland wordt de leenvorm en het aflossingspatroon bij schulden voor verwerving van een eigen woning voor een belangrijk deel bepaald door de fiscale behandeling.

## Box 1 en box 3
Voor de Nederlandse Belastingdienst geldt een schuld voor verwerving van een eigen woning onder voorwaarden als 'eigenwoningschuld'. De schuld valt in dat geval in box 1, wat er materieel op neerkomt dat de rente aftrekbaar is in deze box voor zover die meer is dan het eigenwoningforfait. Hoewel de schuld niet in alle gevallen een hypothecaire lening is (zie ook onder), is dat meestal wel het geval, en spreekt men bij deze rente meestal over hypotheekrenteaftrek. Als niet aan de voorwaarden is voldaan valt de schuld in box 3, wat wil zeggen dat de (forfaitaire of echte) rente als negatief rendement aftrekbaar is van het rendement op vermogen in box 3. Dit heeft alleen effect als zonder de aftrek belasting in box 3 is verschuldigd. De eigen woning zelf telt niet mee in box 3. Het rendement in natura blijft het eigenwoningforfait in box 1, en de waardestijging is niet belast.

## Eigenwoningschuld
Met de Wet van 20 december 2012 tot wijziging van de Wet inkomstenbelasting 2001 en enige andere wetten in verband met de herziening van de fiscale behandeling van de eigen woning (Wet herziening fiscale behandeling eigen woning), die inging in 2013, is de regeling voor een nieuwe lening als volgt.
Onder eigenwoningschuld wordt verstaan het gezamenlijke bedrag van de schulden van de belastingplichtige die zijn aangegaan in verband met een eigen woning en die elk voldoen aan de aflossingseis. De aflossingseis houdt in dat het contractuele aflossingsschema en de feitelijke aflossingen zodanig zijn dat op ieder moment (althans op de toetsmomenten, waaronder de jaarwisselingen) de resterende schuld niet hoger is dan de schuld zou zijn als deze in 30 jaar volgens een annuïtair aflossingsschema volledig zou worden afgelost.
Er wordt met hele kalendermaanden gerekend. Op ieder moment (althans op de toetsmomenten, waaronder de jaarwisselingen) geldt:
{\displaystyle B_{x}=B_{0}(1-{\frac {(1+i)^{x}-1}{(1+i)^{n}-1}})}
waarbij:
- B0 het startbedrag van de schuld
- Bx de maximaal toegestane restschuld
- x het aantal verstreken gehele kalendermaanden van de looptijd
- n de totale looptijd van de schuld in maanden, gerekend vanaf het moment van aangaan van de schuld tot de maand waarin de schuld geheel moet zijn afgelost, doch ten hoogste 360 maanden (30 jaar).[2]
- i de maandelijkse rentevoet (als fractie, dus percentage gedeeld door 100; dit is een rentevoet per jaar van {\displaystyle (1+i)^{12}-1})

Aangezien de maximale restschuld op ieder moment wordt voorgeschreven en niet op zichzelf een minimale aflossing per periode kan ook eerst sneller en later langzamer dan annuïtair worden afgelost, zoals bijvoorbeeld bij een lineair aflossingsschema met dezelfde looptijd.
In principe telt de schuld definitief niet meer mee voor de eigenwoningschuld als de schuld niet meer aan de eisen voldoet, maar voor kortstondig afwijken van het aflossingsschema en betalingsregelingen is er enige coulance. Bij meerdere leningen wordt de status van eigenwoningschuld per lening apart beoordeeld.
Een 'schuld' in dit verband is een lening of een leningdeel. Er kunnen meerdere schulden in een contract worden overeengekomen, maar elk heeft een eigen schuldbedrag en aflossingsschema, en een afzonderlijke schuld kan door niet meer te voldoen aan de aflossingseis niet meer meetellen voor de eigenwoningschuld, terwijl andere schulden wel blijven meetellen.

### Diversen
Voor de Belastingdienst vallen verschillende schulden onder de eigenwoningschuld: de schulden die zijn aangegaan ter verwerving van de woning, ter verbetering of onderhoud van de woning, ter afkoop van de rechten van erfpacht, opstal of beklemming met betrekking tot de woning en ter betaling van de kosten ter verkrijging van de schulden. De voorwaarde heeft geen betrekking op de woning als onderpand (recht van hypotheek): dit is fiscaal niet nodig (men kan bijv. ook onderhands van familie lenen) en niet voldoende (een hypotheeklening nemen of verhogen op de woning die men al bezit, om het geld voor iets anders te gebruiken, geldt niet). 
Als men na aflossen geld bijleent, zonder dit te besteden aan verbetering of onderhoud van de woning, stijgt dus niet de eigenwoningschuld, maar de schuld in box 3. Aflossing van de eigenwoningschuld is fiscaal gezien dus niet het spiegelbeeld van opnieuw lenen of bijlenen: het afgeloste bedrag behoort na opnieuw lenen niet tot de eigenwoningschuld, zelfs niet als het een nieuw huis betreft.
De eigenwoningreserve bij verkoop van de eerste eigen woning is de verkoopprijs min de eigenwoningschuld. De eigenwoningreserve is gelijk aan de overwaarde als men nooit heeft bijgeleend (dus als de hele schuld gold als eigenwoningschuld).
Als men meer leent dan de toegestane eigenwoningschuld telt de schuld niet deels als eigenwoningschuld. Men kan wel een schuld hebben die telt als eigenwoningschuld en daarnaast een andere waarvoor dat niet geldt.
Bij een renteherziening wordt het nieuwe aflossingsschema voor de resterende looptijd bepaald op basis van de actuele schuld. Als men dus eerder meer dan het verplichte deel heeft afgelost, is de actuele schuld lager dan die zou zijn geweest als men niet extra had afgelost, en worden de nieuwe termijnaflossingsbedragen lager. Als de geldschieter toestond dat men vanwege de extra aflossing een periode weinig of niets afloste, dan verliest men bij renteherziening dit recht.
Een of meer schulden die deel uitmaken van de eigenwoningschuld kunnen worden omgezet in een of meer andere schulden met nieuwe aflossingsschema's, bijvoorbeeld bij andere geldschieters, mits de totale actuele schuld (exclusief schulden die buiten de omzetting vallen) niet groter wordt. Het nieuwe aflossingsschema of de nieuwe aflossingsschema's moeten dan weer annuïtair zijn, maar met een looptijd niet langer dan de grootste resterende looptijd van de omgezette schulden.
Als men een nieuw eigen huis koopt wordt de eigenwoningschuld in totaal ten hoogste een bedrag gelijk aan de kosten ter verwerving van de woning verminderd met het bedrag van de eigenwoningreserve. Het aflossingschema van eerdere schuld loopt door, en voor de extra eigenwoningschuld begint een nieuwe termijn van 30 jaar, met zijn eigen aflossingsschema. Dit is de per 1 januari 2013 aangepaste bijleenregeling.
Eigenwoningschuld is alleen van toepassing op de eerste woning, niet op eventuele tweede huizen, vakantiewoningen, enzovoort. De eigenwoningschuld is ook van toepassing op eerste woningen in het buitenland, dus voor mensen die in Nederland inkomstenbelasting betalen en over de grens wonen.
Als de lening niet bij een bank afgesloten wordt, maar bijvoorbeeld bij een familielid, moeten de gegevens ter controle van de nakoming van de fiscale voorwaarden aan de fiscus worden doorgegeven.

### Relatie met eigenwoningforfait
Het eigenwoningforfait is materieel een korting op de renteaftrek. Als de potentieel aftrekbare rente niet veel hoger of zelfs lager is dan het eigenwoningforfait dan is de aftrek per saldo laag of nihil. Het is dan (bij voldoende vermogen) gunstiger als de schuld niet kwalificeert als eigenwoningschuld. Als men een schuld geleidelijk aflost kan het daarom voordelig zijn de resterende schuld na verloop van tijd over te hevelen naar box 3 (zie ook boven).

### Voorbeelden
Twee mensen kopen samen een woning en sluiten daarvoor een hypotheek af van 200.000 euro tegen een rentepercentage van 6% per jaar. Ze betalen dan 12.000 euro per jaar aan hypotheekrente. Hun inkomen wordt belast volgens het tarief van 42%. De betaalde rente minus het eigenwoningforfait is de aftrekbare rente voor de belasting. Als de woning een WOZ-waarde heeft die gelijk is aan het hypotheekbedrag, dus 200.000 euro, en als het eigenwoningforfait 0,6% van de WOZ-waarde is, dus 1.200 euro, dan is het belastingvoordeel voor deze mensen 4.536 euro per jaar: (12.000 -  1.200) × 0,42.
Bij een looptijd van 30 jaar en een rente van 0,3% per maand (3,66% per jaar) is het maandbedrag bij annuïtaire aflossing (rente plus aflossing) per maand 0,45% van de hoofdsom. De eerste betaling is dus voor 2/3 rente en voor 1/3 aflossing.

## Oude gevallen
Nog veel voorkomend zijn constructies waarbij enerzijds maximaal van de hypotheekrenteaftrek gebruikgemaakt wordt doordat tussentijds niet geleidelijk wordt afgelost, en anderzijds op fiscaal gunstige wijze werd gespaard voor het uiteindelijk ineens aflossen van de hele hypotheekschuld. Sinds 2013 zijn deze constructies voor nieuwe gevallen niet meer mogelijk (zie boven), ze kunnen nog tot 2043 bestaan.
IB art. 10bis.1 bepaalt dat een (deel van een) lening die op 31 december 2012 de status had van eigenwoningschuld de status van "bestaande eigenwoningschuld" krijgt. De lening houdt gedurende de rest van de lopende termijn van 30 jaar recht op aftrek. Een tot de "bestaande eigenwoningschuld" behorende lening verliest zijn status niet door bijvoorbeeld de beëindiging van de rentevastperiode of het – al dan niet gelijktijdig met een verhuizing – oversluiten van de lening bij dezelfde of een andere aanbieder. Alleen bij aflossing of bij toepassing van de bijleenregeling wordt de "bestaande eigenwoningschuld" lager. Wie duurder gaat wonen en daarvoor extra geld leent moet enerzijds de oude lening oversluiten en anderzijds een aparte extra lening sluiten om de oude rechten voor wat betreft de oude schuld te bewaren. Voor de nieuwe eigenwoningschuld gelden de nieuwe regels.
Stichting Waarborgfonds Eigen Woningen (het WEW) heeft in eerste instantie voorwaarden vastgesteld voor de Nationale Hypotheek Garantie volgens welke bij verhuizing wel aan de nieuwe voorwaarden voldaan moet worden. Men zou dan dus moeten kiezen tussen afzien van deze garantie en afzien van de oude fiscale rechten. De regering heeft het WEW echter verzocht de regels zodanig aan te passen dat bestaande spaar- en/of aflossingsvrije hypotheken met Nationale Hypotheek Garantie meegenomen kunnen worden naar een volgende woning, zonder dat eigenaren verplicht worden annuïtair af te lossen, dit alles binnen de kaders van het WEW om veilige en verantwoorde borgstelling te realiseren. Het WEW heeft inmiddels toegezegd de regelgeving in deze zin aan te passen.

### Vermogensopbouw voor uiteindelijke aflossing
De Kapitaalverzekering Eigen Woning (KEW; traditionele spaarhypotheek / levenhypotheek en de traditionele beleggingshypotheek), is ontstaan bij de invoering van de Wet inkomstenbelasting 2001. De Spaarrekening Eigen Woning (SEW) en de Beleggingsrekening Eigen Woning (BEW) werden mogelijk door de wettelijke invoering van het banksparen in 2008. De voordelen hieruit zijn in principe belast in box 1 (art. 10bis.3), maar meestal geheel of gedeeltelijk vrijgesteld (art. 10bis.3; 2017: vrijstelling van de voordelen bij een uitkering van € 162.500; dit was oorspronkelijk hetzelfde bedrag als bij een op zichzelf staande kapitaalverzekering, € 123.428, maar het wordt in tegenstelling tot het andere geïndexeerd). Door het vallen in box 1 vallen ze, ook als ze zijn vrijgesteld, niet in box 3.
De KEW is een specifieke vorm van levensverzekering. Middels een kapitaalverzekering wordt een vermogen opgebouwd om op de einddatum (een deel van) de hypotheek af te lossen. De verzekeringnemer heeft de keuze tussen een verzekering met gegarandeerde uitkering of een verzekering waarbij de inleg wordt belegd.
De SEW en BEW zijn respectievelijk een geblokkeerde spaar- en beleggingsrekening. Evenals bij de verzekeringsvariant dient de uitkering aangewend te worden om de hypotheek (gedeeltelijk) af te lossen.

### Criteria voor het vallen in box 1
De definities van een Kapitaalverzekering Eigen Woning en een Spaar- of beleggingsrekening Eigen Woning zijn goeddeels gelijk. De belangrijkste zijn:
- De verzekeringnemer/spaarder/belegger heeft een eigen woning met een eigenwoningschuld.
- Volgens de voorwaarden van de verzekering/rekening zal er eenmalig een uitkering, respectievelijk een deblokkade van de rekening of het beleggingsrecht zijn ter aflossing van de eigenwoningschuld, wordt jaarlijks ingelegd, en zal de hoogste inleg niet hoger zijn dan 10x de laagste inleg (bandbreedte-eis van 1:10). De regels kwamen voort uit de vóór 2001 geldende regels voor kapitaalverzekeringen in het algemeen (d.w.z. niet noodzakelijk gekoppeld aan een eigen woning). Zie fiscale regels kapitaalverzekeringen vóór 2001.

Zolang aan de voorwaarden wordt voldaan blijft er sprake van een kapitaalverzekering/bankrekening eigen woning en valt deze in box 1 en hoeft dus geen vermogensrendementsheffing te worden betaald over het opgebouwde vermogen; eventuele belastbaarheid in box 1 is pas van toepassing in het jaar van uitkeren. Het in principe belaste rendement is het ontvangen bedrag verminderd met het totaal van de betaalde bedragen.
Zodra niet meer aan de voorwaarden wordt voldaan wordt het gedurende de verstreken looptijd behaalde rendement (de waarde op dat moment verminderd met de totale premie/inleg) belast in box 1, en verhuist de kapitaalverzekering/bankrekening naar box 3.

### Vrijstelling
Het rendement is niet belast indien de uitkering beneden het vrijstellingbedrag blijft dat geldt in het jaar van uitkering (de vrijstelling wordt jaarlijks geïndexeerd); het jaar van aangaan van de overeenkomst is dus voor de hoogte van de vrijstelling niet relevant. Sinds 1 april 2017 is er één vrijstellingsbedrag (het lage is vervallen); in 2017 is het € 162.500. Er is fiscaal geen minimumlooptijd meer, dus geen fiscale belemmering van vervroegd aflossen van de levenhypotheek/bankspaarhypotheek/beleggingshypotheek met vervroegde uitkering van de levensverzekering/het gespaarde/het belegde (maar de betrokken verzekeraar en/of bank moet het wel toestaan).
Indien de uitkering de vrijstelling overschrijdt dan wordt een evenredig deel van het gedurende de looptijd behaalde rendement belast in box 1. Hierbij wordt de volgende formule gebruikt: (uitkering - vrijstelling) / uitkering x (uitkering - betaalde premie/inleg) = belaste uitkering.
De vrijgestelde bedragen gelden per belastingplichtige. Men kan er dus maar eenmalig een gebruik van maken.

### Rente
In de praktijk is bij een spaarhypotheek, zowel in de verzekeringsvariant als in de bankspaarvariant (Spaarrekening Eigen Woning) de spaarrente die de rekeninghouder ontvangt op de kapitaalverzekering/spaarrekening gelijk aan de hypotheekrente die over de hypotheek betaald dient te worden. Om een kapitaal op te bouwen gelijk aan de hypotheekschuld wordt bij een renteverhoging de periodieke inleg op de kapitaalverzekering/spaarrekening verlaagd en omgekeerd. De wijziging van de periodiek te betalen hypotheekrente wordt daarmee gedeeltelijk gecompenseerd.
Dit systeem heeft een rentedempende werking. Als tegen het eind van de looptijd de waarde van de kapitaalverzekering dicht bij de hoofdsom komt kan het zelfs zijn dat bij een renteverhoging de totale netto periodieke betaling (dat wil zeggen de totale periodieke betaling verminderd met het voordeel van de belastingaftrek) lager wordt, en omgekeerd.

## In aanmerking nemen renteaftrek tegen een lager tarief
Rente over de eigenwoningschuld wordt door de tariefsaanpassing aftrek kosten eigen woning in aanmerking genomen tegen een  tarief van niet meer dan 51%.

## Commissie Van Dijkhuizen
De Commissie Van Dijkhuizen stelt voor de hypotheekrenteaftrek voor zowel nieuwe als bestaande gevallen te laten plaatsvinden op basis van annuïtaire aflossing, zonder verplichting tot feitelijke aflossing, en wel tegen het tarief van de nieuwe eerste schijf, en stelt voor dit tarief ook te laten gelden voor het eigenwoningforfait. Voor bestaande gevallen wordt de schuld op 31 december 2013 als uitgangspunt voor het schema van annuïtaire aflossing genomen.
De commissie stelt ook voor de rente op de restschuld na verkoop van de eigen woning aftrekbaar te maken gedurende bijvoorbeeld 12 jaar, zowel voor wie een ander huis koopt als voor wie gaat huren. (is nu 15 jaar aftrekbaar vastgelegd)